# Italie aux Jeux olympiques d'été de 1932
L'équipe olympique italienne, composée de 102 sportifs, participe à ses huitièmes Jeux à Los Angeles. L'Italie avec trente-six médailles (douze de chaque métal) arrive au deuxième rang du classement des nations, derrière le pays hôte, les États-Unis.

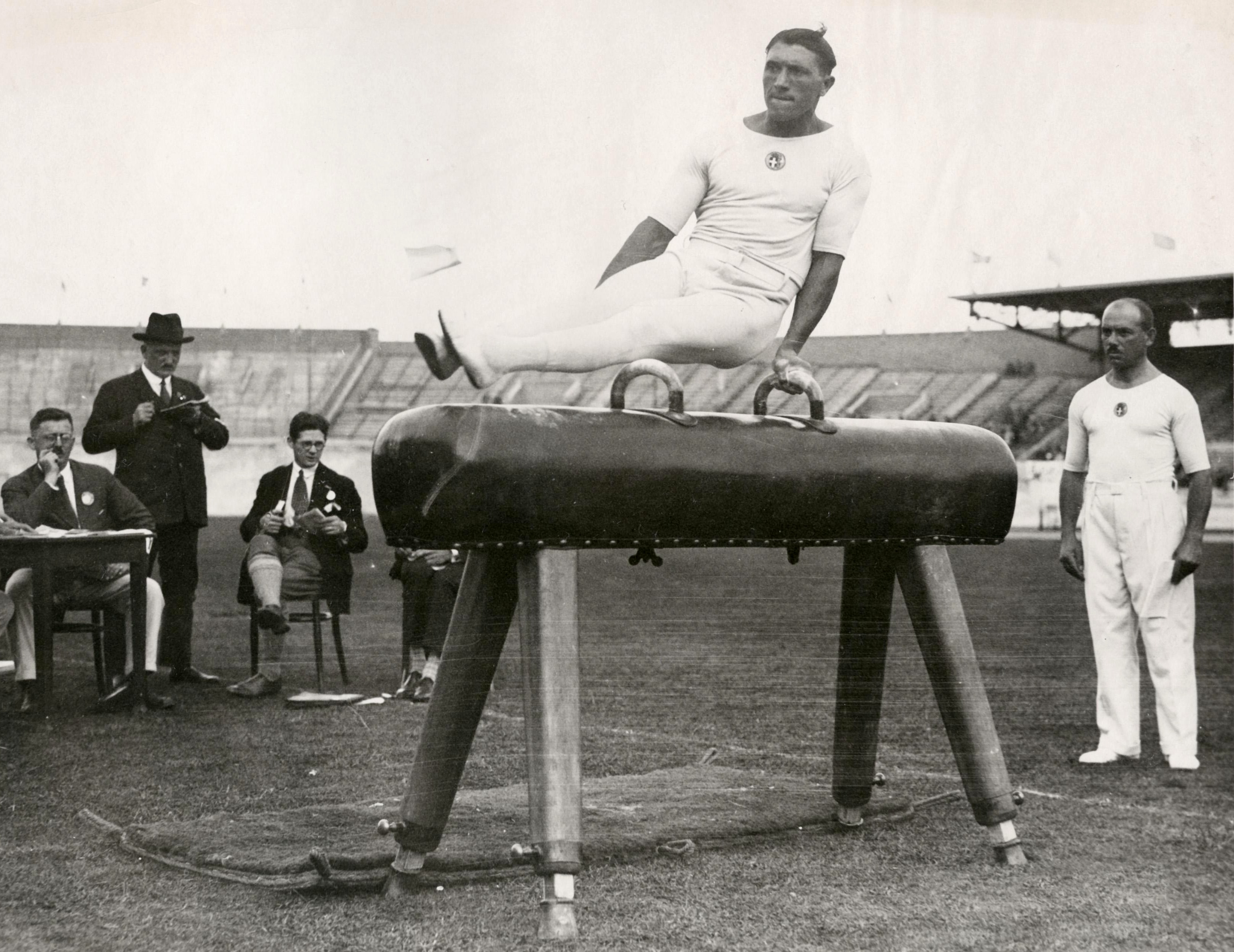
Romeo Neri obtient deux médailles d ‘or au concours général de Gymnastique, en individuel et par équipes.(photo de 1928)

## Liste des médaillés italiens

### Médailles d'or
| Sport               | Discipline                                  | Sportifs                                                                   | Performance       |
| Médailles d'or : 12 |                                             |                                                                            |                   |
| Athlétisme          | 1 500 m (H)                                 | Luigi Beccali                                                              | 3 min 51 s 2      |
| Cyclisme sur piste  | Poursuite par équipe (H)                    | Paolo Pedretti Nino Borsari Marco Cimatti Alberto Ghilardi                 | 4 min 53 s 0      |
| Cyclisme sur route  | Route individuel (H)                        | Attilio Pavesi                                                             | 2 h 28 min 05 s 6 |
| Cyclisme sur route  | Route par équipes (H)                       | Giuseppe Olmo Attilio Pavesi Guglielmo Segato                              | 7 h 27 min 15 s 2 |
| Escrime             | Fleuret individuel (H)                      | Gustavo Marzi                                                              |                   |
| Escrime             | Épée Individuel (H)                         | Giancarlo Cornaggia Medici                                                 |                   |
| Gymnastique         | Concours général individuel (H)             | Romeo Neri                                                                 | 140,625 pts       |
| Gymnastique         | Compétition par équipe                      | Oreste Capuzzo Savino Guglielmetti Mario Lertora Romeo Neri Franco Tognini | 541,850 pts       |
| Gymnastique         | Saut de cheval (H)                          | Savino Guglielmetti                                                        | 54,1 pts          |
| Gymnastique         | Barres parallèles (H)                       | Romeo Neri                                                                 | 56,9 pts          |
| Lutte               | Lutte gréco-Romaine Poids plume, 56 - 61 kg | Giovanni Gozzi                                                             |                   |
| Tir                 | Pistolet feu rapide à 25 m (H)              | Renzo Morigi                                                               | 42 pts            |

### Médailles d'argent
| Sport                   | Discipline                            | Sportifs | Performance       |
| Médailles d'argent : 12 |                                       | |                   |
| Aviron                  | Quatre avec barreur                   | Bruno Vattovaz Giovanni Plazzer Riccardo Divora Bruno Parovel Giovanni Scher (barreur)                                                                | 7 min 19 s 2      |
| Aviron                  | Huit                                  | Vittorio Cioni Mario Balleri Renato Bracci Dino Barsotti Roberto Vestrini Guglielmo Del Bimbo Enrico Garzelli Renato Barbieri Cesare Milani (barreur) | 6 min 37 s 8      |
| Boxe                    | Mi-lourds (72.6-79.4 kg)              | Gino Rossi |                   |
| Boxe                    | Lourds (+79.4 kg)                     | Luigi Rovati |                   |
| Cyclisme sur route      | Route individuel (H)                  | Guglielmo Segato | 2 h 29 min 21 s 4 |
| Escrime                 | Sabre individuel (H)                  | Giulio Gaudini |                   |
| Escrime                 | Fleuret par équipe (H)                | Giulio Gaudini Gustavo Marzi Ugo Pignotti Gioacchino Guaragna Rodolfo Terlizzi Giorgio Pessina                                                        |                   |
| Escrime                 | Épée par équipe (H)                   | Saverio Ragno Giancarlo Cornaggia Medici Franco Riccardi Carlo Agostoni Renzo Minoli                                                                  |                   |
| Escrime                 | Sabre par équipe (H)                  | Gustavo Marzi Giulio Gaudini Renato Anselmi Emilio Salafia Arturo De Vecchi Ugo Pignotti                                                              |                   |
| Gymnastique             | Cheval d'arçons (H)                   | Omero Bondi | 18,87 pts         |
| Haltérophilie           | Moyens 67.5–75 kg                     | Carlo Galimberti | 340,0 kg          |
| Lutte                   | Lutte gréco-romaine Poids coq, -56 kg | Marcello Nizzola |                   |

### Médailles de bronze
| Sport                    | Discipline                                      | Sportifs                                                                      | Performance     |
| Médailles de bronze : 12 |                                                 |                                                                               |                 |
| Athlétisme               | 4 x 100 m (H)                                   | Giuseppe Castelli Luigi Facelli Ruggero Maregatti Edgardo Toetti              | 41 s 2          |
| Athlétisme               | 50 km marche (H)                                | Ugo Frigerio                                                                  | 4 h 59 min 06 s |
| Aviron                   | Quatre sans barreur                             | Antonio Ghiardello Francesco Cossu Giliante D'Este Antonio Garzoni Provenzani | 7 min 04 s 0    |
| Cyclisme sur piste       | Sprint individuel (H)                           | Bruno Pellizzari                                                              | 4 min 53 s 0    |
| Escrime                  | Fleuret individuel (H)                          | Giulio Gaudini                                                                |                 |
| Escrime                  | Épée individuel (H)                             | Carlo Agostoni                                                                |                 |
| Gymnastique              | Sol (H)                                         | Mario Lertora                                                                 | 9,23 pts        |
| Gymnastique              | Anneaux (H)                                     | Giovanni Lattuada                                                             | 18,50 pts       |
| Haltérophilie            | Légers 60–67.5 kg                               | Gastone Pierini                                                               | 302,5 kg        |
| Lutte                    | Lutte gréco-romaine Poids welters, 66 - 72 kg   | Ercole Gallegati                                                              |                 |
| Lutte                    | Lutte gréco-romaine Poids mi-lourds, 79 - 87 kg | Mario Gruppioni                                                               |                 |
| Tir                      | Pistolet feu rapide à 25 m (H)                  | Domenico Matteucci                                                            | 39 pts          |

## Sources
- (en) Cet article est partiellement ou en totalité issu de l’article de Wikipédia en anglais intitulé « Italy at the 1932 Summer Olympics » (voir la liste des auteurs).